# Neoplasta octoterga
Neoplasta octoterga är en tvåvingeart som beskrevs av James David Macdonald och Turner 1993. Neoplasta octoterga ingår i släktet Neoplasta och familjen dansflugor.
Artens utbredningsområde är Oregon. Inga underarter finns listade i Catalogue of Life.